# 佐々木祐介
佐々木 祐介（ささき ゆうすけ、1986年6月20日 - ）は、日本の男性声優。宮崎県延岡市出身。B-Box所属。

## 人物
以前は、RMEに所属していた。
趣味はゴルフ、バイク、テニス、ボクシング、読書、ミニ四駆。特技はモノマネ。

## 出演

### テレビアニメ
2018年
- BANANA FISH（兵士、仲間、看守、ゴルツィネの部下、アーサー・スマイルズ）
- 銀魂.（見物人B、アルタナ解放軍兵士B、アルタナ解放軍叛乱兵）

2019年
- 魔法少女特殊戦あすか（比嘉幸次郎）
- ブギーポップは笑わない（見物客）
- ヴィンランド・サガ（村人、アシェラッド傭兵団員）
- ファンタシースターオンライン2 エピソード・オラクル（2019年 - 2020年、参謀、艦長代理）

2020年
- 歌舞伎町シャーロック（評論家）
- 文豪とアルケミスト 〜審判ノ歯車〜（盗賊）

2021年
- サクガン（キョカン）

2022年
- おじゃる丸（デカ鬼）
- メイドインアビス 烈日の黄金郷（ジュロイモー）
- リコリス・リコイル（鉄道会社社長、後藤）

2023年
- 天国大魔境（CDショップ店長、岩田の仲間）

2024年
- 佐々木とピーちゃん（指導員）
- 戦国妖狐（野武士、大雪山翁） - 2シリーズ
- メタリックルージュ（男1、傭兵リーダー、航宙幕僚）
- 薬屋のひとりごと（武官）
- 魔王の俺が奴隷エルフを嫁にしたんだが、どう愛でればいい?（魔王殿の番人）
- ダンダダン（2024年 - 2025年、鬼頭呪里杏） - 2シリーズ

2025年
- 俺は星間国家の悪徳領主!（艦長）
- 神統記（テオゴニア）（マカク族兵士）
- 機動戦士Gundam GQuuuuuuX（ペルガミノ）
- ホテル・インヒューマンズ（ダブルファング）

### 劇場アニメ
- 天気の子（2019年）[5]
- 機動戦士ガンダム 閃光のハサウェイ（2021年、官僚）
- すずめの戸締まり（2022年）

### Webアニメ
- 日本沈没2020（2020年、難民T）
- サイバーパンク エッジランナーズ（2022年、アニマルズ、MILITECH SOLDIERS）
- オッドボールズ（2022年、スチュアート）
- 幼なじみのカルボウ（2024年、ケケンカニ[6]）

### ゲーム
- デッドフォール アドベンチャーズ（ロシアンソルジャー）
- テストドライブ アンリミテッド2（バーマン）
- 三国群英伝2（老人、村長、鑑定商人）
- 龍が如く7 光と闇の行方（五味、大嶋マサト[要出典] 他）
- モンスターストライク（わび爺[7]）

### 吹き替え

#### 映画（吹き替え）
- アース・フォール JIU JITSU（ハリガン〈フランク・グリロ〉[8]）
- ASSASSIN アサシン（グレゴーリ）
- アドベンチャーズ 謎の古代兵器と3つの神話（ジェレミア）
- アメイジング・スパイダーマン2（強盗）
- 愛しのMILF 恋人は親友のママ（ケイス、ワイアット）
- イヤー・オブ・ザ・スネーク 第四の帝国（ウラジミール）
- ウォンテッドマン（ヘルナンデス〈ロジャー・クロス〉）
- 噂のギャンブラー（デイブ）
- エイリアン:ロムルス[9]
- エクソシスト 信じる者（スチュアート〈ダニー・マッカーシー〉[10]）
- エターナル（出版社男、警官B、アナウンス男）
- EVIDENCE OF A HAUNTING（ジョン）
- エリア52（マシューズ）
- エレベーター（爆弾男、マーフィー）
- エンド・オブ・ザ・ワールド（アルフレッド）
- 王の願い ハングルの始まり（ハギョル〈イム・ソンジェ〉[11]）
- オッペンハイマー（マッギー議員〈ハリー・グローナー〉[12]）
- オペレーション:レッド・シー（ルー・チェン〈グオ・ジャンハオ〉）
- 折れた矢（チェ、ホン刑事、受刑者D）
- カサンドロ リング上のドラァグクイーン
- 唐獅子仮面/LION-GIRL（アーロン〈カーク・ガイザー〉）
- ガンパウダー・ミルクシェイク（ヤンキー〈イヴァン・ケイ〉[13]）
- 共謀者（被害者男A、ドンベ）
- キリング・フィールズ 失踪地帯（ジム）
- グッドラック・チャーリー（アラン）
- クリミナルマインド（ブラックバーン）
- クロッシング・デイ（ホギー）
- 刑事ジョン・ルーサー: フォールン・サン
- ゴーストシップ2013（ルイス）
- コールド・バレット 凍てついた七月（ジャック）
- コネクション マフィアたちの法廷（トニー）
- ザ・クリミナル合衆国の陰謀（デイビッド、コディントン）
- ザ・タワー 超高層ビル大火災（ビョンマン）
- THE BAD（ボブ、フィル、ポール）
- 猿の惑星/キングダム[14]
- シーフード（ハーク）
- ジャスト・ア・ヒーロー（社員男A、路上男A、情報屋）
- ジュラシック・ワールド/新たなる支配者 ※ザ・シネマ版
- ジョーカー:フォリ・ア・ドゥ（監視男[15]）
- 死霊館 悪魔のせいなら、無罪。（トーマス〈マーク・ロウ〉[16]）
- シング・フォー・ミー、ライル[17]
- 人生のストライク・ボール!（ユルグ、Lコーチ）
- スーパー!（エイブ）
- 世界偉人伝（ウィリアム・ブラッドフォード）
- セプテンバー5
- ソウルの春（コン・スヒョク〈チョン・マンシク〉[18]）
- ソニック・ザ・ムービー（陸軍参謀総長〈ピーター・ブライアント〉[19]）
- ダーク・タイド（センバ、密猟者A）
- ターミネーター:ニュー・フェイト（クレイグ〈スチュワート・マッカリー〉）
- タイムマシン2013（ティレル）
- チャーリー（ヴァムシナダン〈ボビー・シンハー〉[20]）
- チャンス!（ハチェット、床屋）
- チョコレートガール バッド・アス!!（ロー、警視）
- ツイスターズ[21]
- ディスクワイエット
- デッド・ドロップ（フェルナンド、手下14）
- デビル 孤高の暗殺者（ルイス）
- 2:22（カーティス）
- ドミノ（支店長[22]）
- トムとジェリー（ゾウ・トレーナー[23]）
- ドラゴンズドグマ
- ノー・セインツ 報復の果て（ヴィンセント〈ニール・マクドノー〉[24]）
- ハード・キル（フォックス〈テキサス・バトル〉[25]）
- 白髪妖魔伝（錦衣衛千戸〈劉典〉）
- バスティオン36
- バック・トゥ・ザ・フューチャー PART3（ストリックランドの副官〈ドノヴァン・スコット〉）※日本テレビ版2
- HAMLET（ホレーシオ）
- ビーストリー（ベン）
- ヒストリーチャンネル
  - 食べつくせ!アメリカ（ナレーター）
  - アメリカお宝鑑定団ポーン・スターズ
- FARANG/ファラン（ナロン〈オリヴィエ・グルメ〉[26]）
- フィスト・オブ・レジェンド（ジェイソン）
- BURKE&HARE（ハリントン）
- プリズナー・オブ・パワー 囚われの惑星（チク）
- ブルービートル（ホセ・フランシスコ・リベラ・モラレス・デ・ラ・クルス博士 / サンチェス〈ハーヴィー・ギレン〉[27]）
- ヘルベンダーズ 地獄のエクソシスト（ラピエル）
- ボーはおそれている（フリール医師〈スティーヴン・マッキンリー・ヘンダーソン〉[28]）
- 星の王子 ニューヨークへ行く2（ディケンベ・ムトンボ）
- ポリスカーズ（オット）
- マーベル・シネマティック・ユニバース
  - デッドプール&ウルヴァリン[29]
  - サンダーボルツ*[30]
  - ファンタスティック4:ファースト・ステップ[31]
- マクベイン HDマスター版（イーストランド）
- 魔女がいっぱい（レジナルド〈ブライアン・ボーウェル〉[32]）
- マッドマックス:フュリオサ（制動手[33]）
- マトリックス レザレクションズ（警部補[34]）
- マリグナント 狂暴な悪夢（フィールズ〈クリスチャン・クレメンソン〉[35]）
- マンテラ -トランスフォーマーズ-（不良A、バン持ち主）
- M3GAN ミーガン（グレッグ〈マイケル・サッケンテ〉）
- ミッキー17（ダリウスの手下[36]）
- Mixtape (film)
- 南の島のリゾート式恋愛セラピー（ケン・チョン）
- ムカデ人間3（受刑者178〈タイニー・リスター・Jr.〉）
- モータルコンバット（ゴロー〈アンガス・サンプソン〉[37]）
- 燃えよ! じじぃドラゴン 龍虎激闘（イー〈ロー・マン〉）
- UKギャングスター イギリスで最も恐れられた男（ジョン）
- U.M.Aハンター（ヘッジス、接客主任）
- ヨンガシ 変種増殖（パク刑事、危機管理班1）
- LIVE AND DIE リヴ・アンド・ダイ（ポーター）
- ルール無法都市（ワイアット、メルビン、レイエス、グリフ）
- レジェンド・オブ・ドラゴン 鉄仮面と龍の秘宝（ダドリー卿〈チャールズ・ダンス〉）
- レッドイーグル（ゲーシャ）
- レベッカ（ジュリアン大佐）※N.E.M.版
- ローン・レンジャー HDマスター版（パールミュッター、スティルウェル、御者）
- 惑星戦記 ナイデニオン（サンダース、ディーコン）
- ワイルド・スピード（テッド〈ボー・ホールデン〉[38]）※ザ・シネマ版
- ワンダーウーマン 1984（強盗男3[39]）

#### ドラマ
- カササギ殺人事件
- 彼と私と両家の事情（手品客）
- SEAL Team/シール・チーム（エリック・ブラックバーン〈ジャド・ローマンド〉[40]）
- ジュビリー 〜ボリウッドの光と影〜
- ブラックリスト シーズン10
- ホワイトハウス・ファームの惨劇 〜バンバー一家殺人事件〜（ネヴィル・バンバー〈ニコラス・ファレル〉[41]）
- 名探偵ポワロ ※デアゴスティーニ版
- ムーンナイト
- ロング・ブライト・リバー

#### アニメ
- 悪魔城ドラキュラ -キャッスルヴァニア- シーズン3（サラ修道院長）
- アグリードール
- おさるのジョージ
- スポンジ・ボブ（マーメイドマン〈4代目〉、サンタクロース〈3代目〉 他）
- ミッシング・リンク 英国紳士と秘密の相棒（レミュエル・リント[42]）
- モンスターズ・ワーク（セオドア・ポーリー、ボブ・ユッカー、バーナード）

### 映画
- 改造人間哀歌THE MOVIE〜曼珠沙華の詩〜（通行人）

### シリーズ一覧
1. ↑  第一部『世直し姉弟編』（2024年）、第二部『千魔混沌編』（2024年）
2. ↑  第1期（2024年）、第2期（2025年）

### 初出話一覧
1. 1 2 3 4  第1話初出
2. ↑  第一部 第1話初出
3. ↑  第二部 第22話初出
4. ↑  第2話初出
5. ↑  第11話初出
6. ↑  第19話初出
7. ↑  第10話初出
8. ↑  第13話初出
9. ↑  第12話初出
10. 1 2  第7話初出